# Murakami (emperador)
L'emperador Murakami (村上 天皇, Murakami-Tennō, 14 de juliol del 926 - 5 de juliol del 967) va ser el 62è emperador del Japó, segons l'ordre tradicional de successió. Va regnar entre el 946 i el 967. Abans de ser ascendit al Tron de Crisantem, el seu nom personal (imina) era Príncep Imperial Nariakira (Nariakira-shinnō).
A l'any 951, aquest emperador va ordenar crear una entitat, Wakadokoro (Oficina de documents de poesia waka) encarregada de compilar i preservar documents d'aquest gènere.